# Jean-Marie Gehin
Pour les articles homonymes, voir Géhin.
Jean-Marie Gehin est un athlète français, né à Fraize (Vosges) le 4 août 1961, adepte de la course d'ultrafond et champion de France des 100 km en 2000 et champion du monde des 100 km par équipes en 2001.

## Biographie
Jean-Marie Gehin est champion de France des 100 km à Gérardmer en 2000 et champion du monde des 100 km par équipes à Cléder en 2001. Il termine également second des championnats du monde des 100 km par équipes en 2005 et second des championnats d'Europe des 100 km par équipes en 2002.

## Records personnels
Statistiques de Jean-Marie Gehin d'après la Fédération française d'athlétisme (FFA) :
- 5 000 m : 16 min 8 s 62 en 2005
- 10 km route : 33 min 50 s en 2004
- Marathon : 2 h 14 min 30 s au marathon de la Liberté à Caen en 1994[5]
- 50 km route : 3 h 28 min 11 s aux championnats du monde des 100 km de Yubetsu en 2005 (50 km split)[6]
- 100 km route : 6 h 37 min 40 s aux 100 km de Vendée en 2001[6],[7]